# Zitadelle von Ankara
Die Zitadelle von Ankara (türkisch Ankara Kalesi oder Akkale, lokal auch einfach Kale) wurde von den Hethitern als Militärgarnison in der heutigen Hauptstadt der Türkei erbaut und befindet sich auf einem 978 m hohen Hügel, der im nördlichen Teil des heutigen Stadtzentrums von Ankara liegt.
Das Bauwerk wurde im 8. Jahrhundert v. Chr. von den Phrygern errichtet. Im Laufe der Jahrhunderte wurde die Burg von unterschiedlichen Völkern und Reichen genutzt. Als im Jahre 278 v. Chr. die Galater in Anatolien erschienen, machten sie Ankara zu ihrer Hauptstadt. In dieser Zeit wurde die Zitadelle auf zwei Stadtteile (Innen- und Außenstadt) erweitert. Von den ehemals zwanzig Türmen der Außenstadt sind heute nur noch wenige erhalten. Die Mauern der Innenstadt hingegen sind bis heute gut bewahrt.

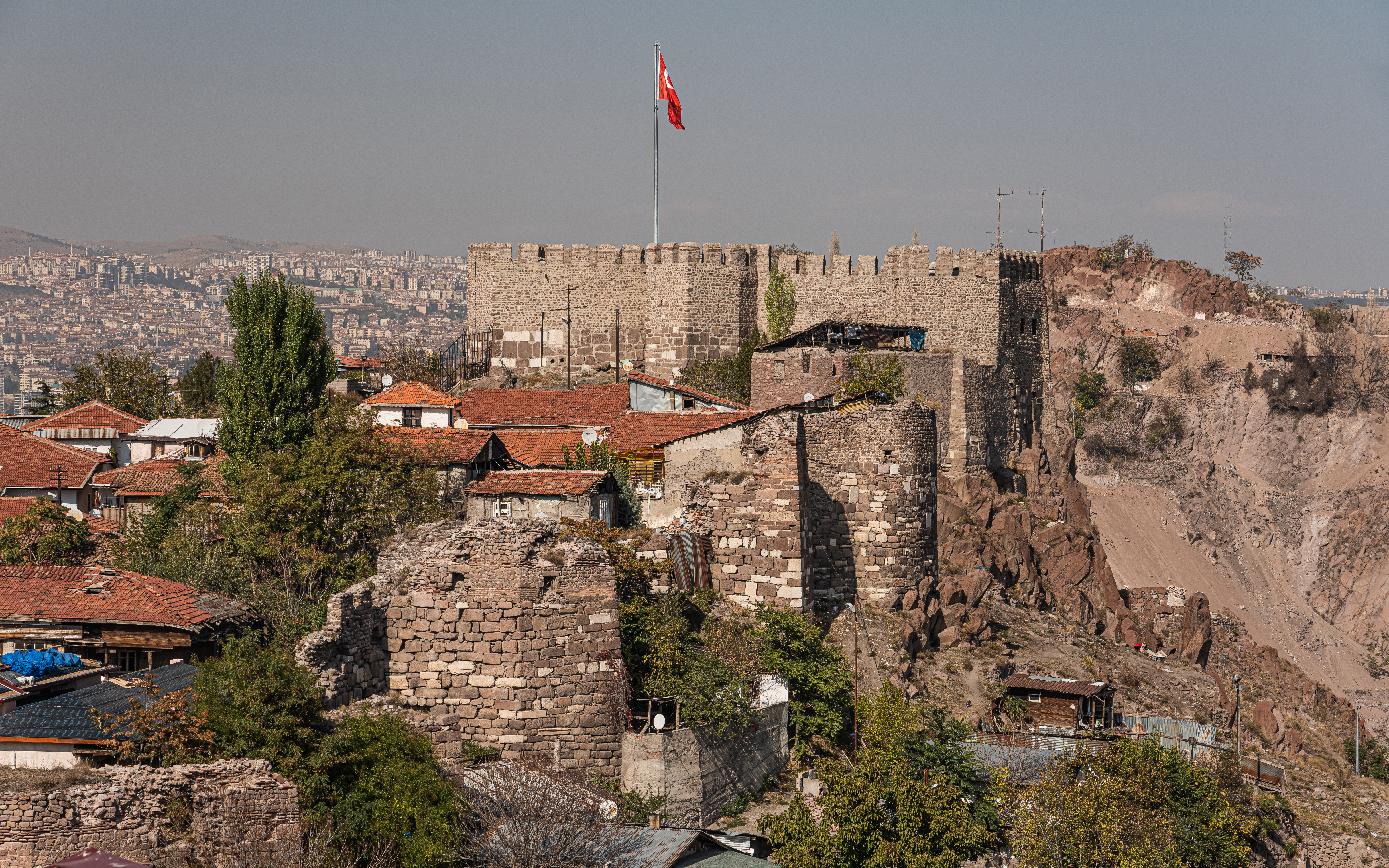
Ankara Kalesi
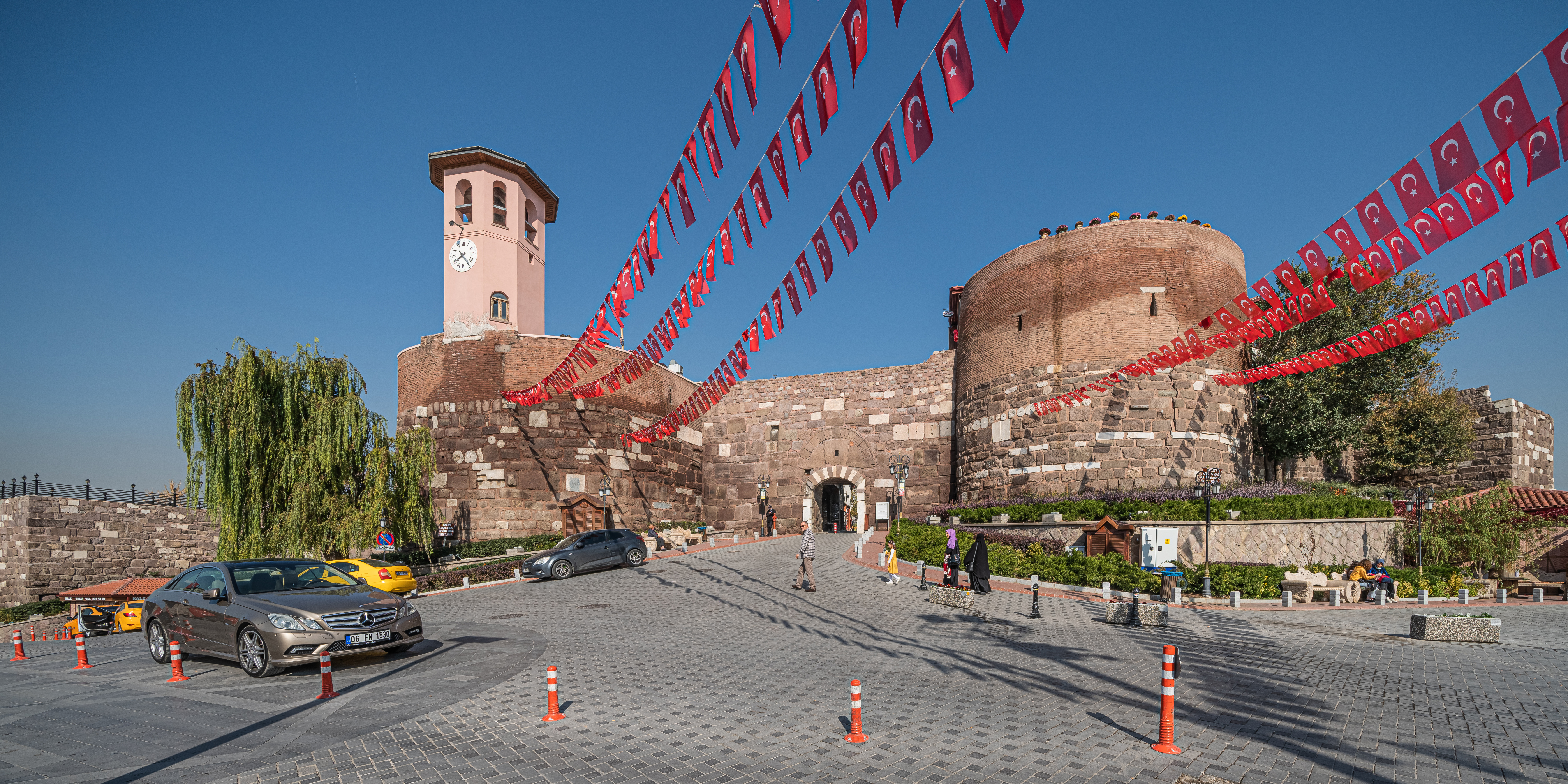
Das Haupttor und links davon der Uhrturm
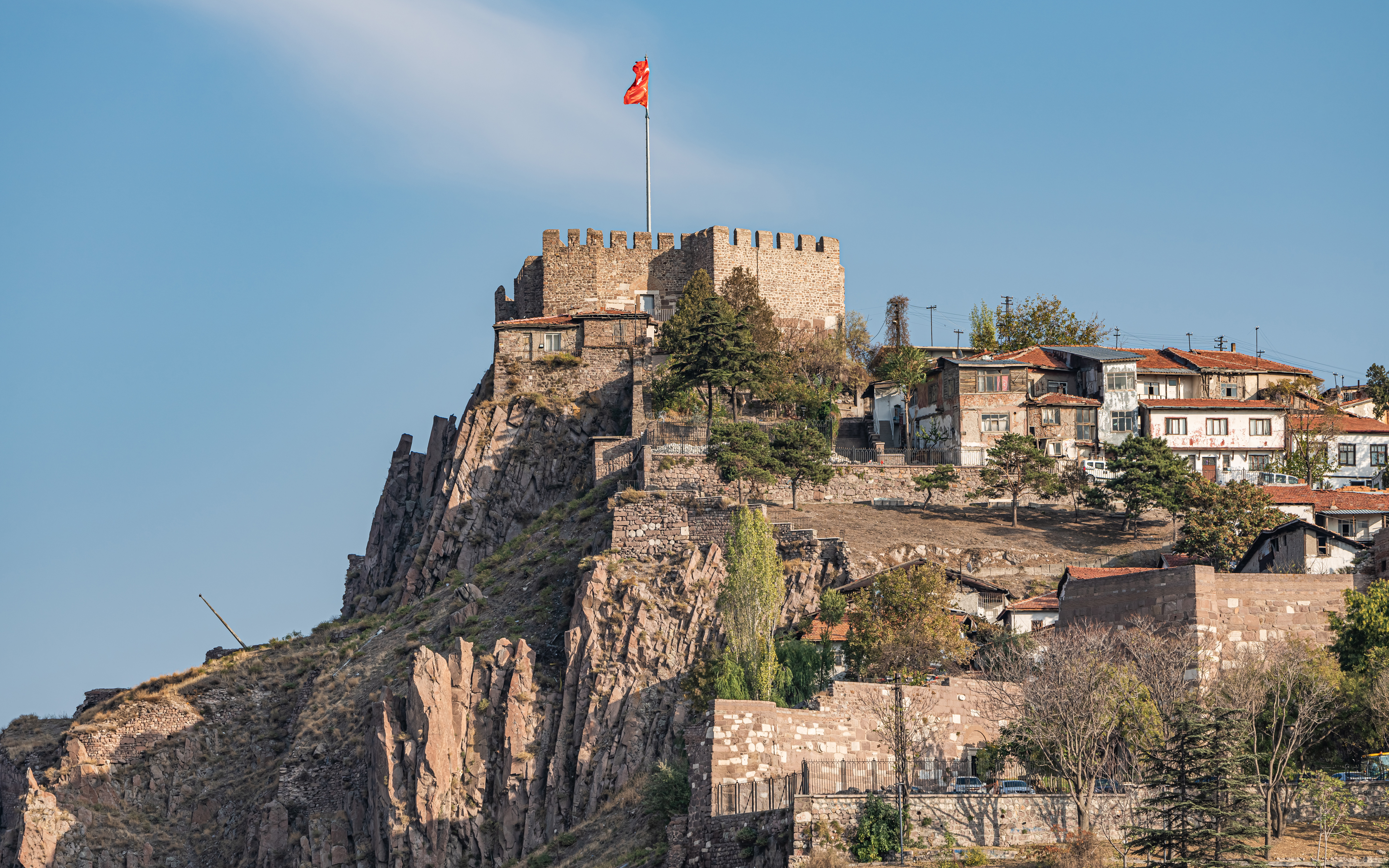
Die Zitadelle vom Stadtteil Ulus aus fotografiert
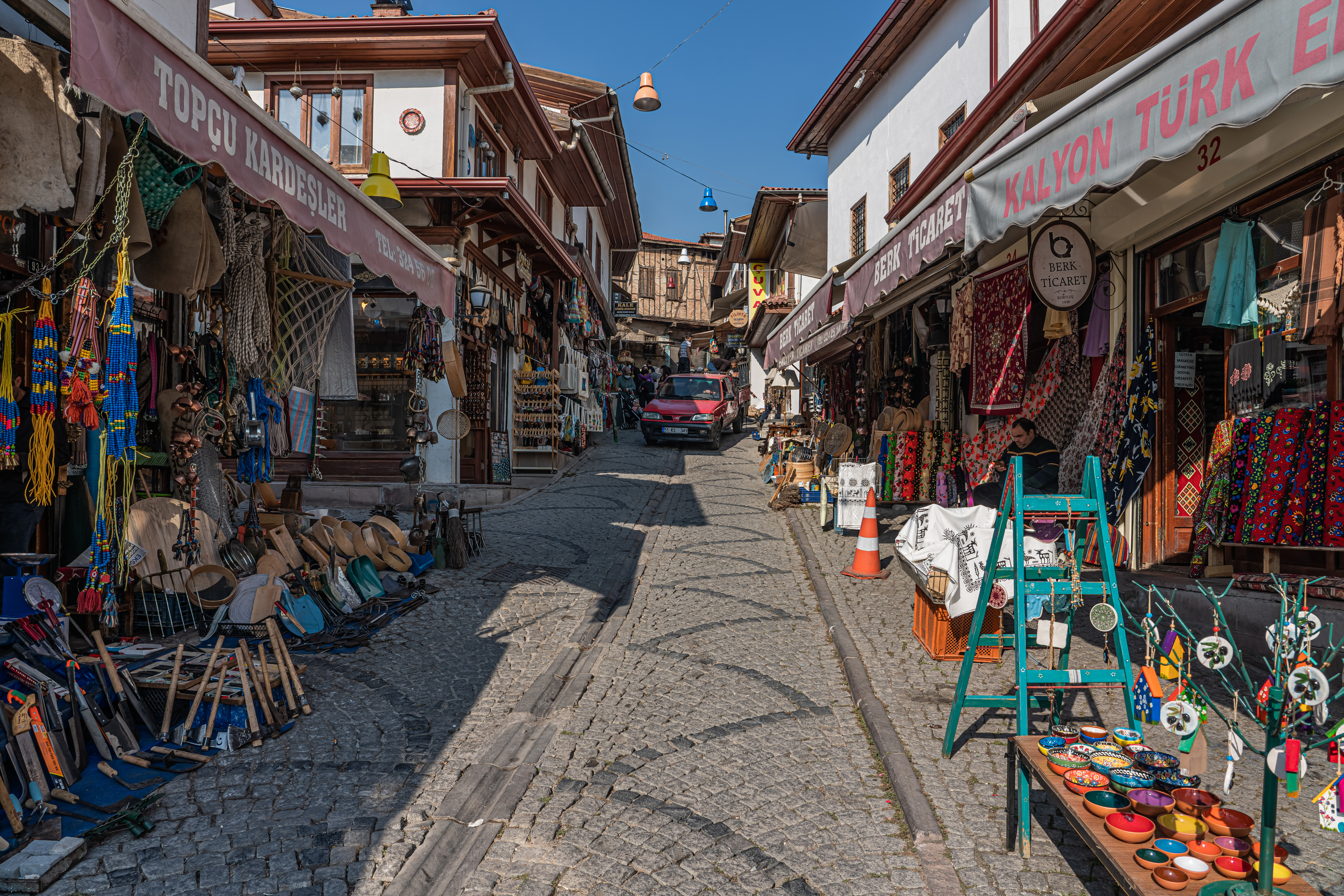
In der Außenstadt